# Sadıkkırı, Altıntaş
Sadıkkırı là một xã thuộc huyện Altıntaş, tỉnh Kütahya, Thổ Nhĩ Kỳ. Dân số thời điểm năm 2008 là 47 người.